# BBソフト
BBソフトは、ソフトバンクBB社が運営する、アメリカStream Theory社が開発したストリーミング配信技術を利用した、パソコンソフトウェアを配信する有料サービスである。なお、BBはブロードバンドの略称である。

## 特徴
一般にアプリケーションソフトウェアはクライアントPCにインストール作業が必要だが、BBソフトは、BBソフトプレイヤーの事前インストールを行い、ソフトのダウンロードを行うだけで、ソフトがプレイできる。料金も基本料金100円に、場合によってはソフトごとの追加料金を支払う形であり、アプリケーションソフトウェアを購入するよりも比較的経済的である。現在、500種類以上のソフトがダウンロード可能である。
ただし、BBと名がついていることからもわかるが、比較的ファイルのサイズが大きいことから、高速のインターネット環境が望ましい。